# Золотой Ключ (Бурятия)
Золото́й Ключ (бур. Алтан Булаг) — посёлок в Прибайкальском районе Бурятии. Входит в состав сельского поселения «Туркинское».

## География
Посёлок находится на левом берегу реки Турка, на расстоянии 110 км к северо-востоку от села Турунтаево, административного центра района. 

## История
Основан на рубеже 1950–1960-х годов как лесозаготовительный участок Байкальского леспромхоза.

## Население
| 2002 | 2010 |
| ---- | ---- |
| 144  | ↘95  |

## Улицы
- ул. Набережная,
- ул. Таёжная,
- ул. Школьная.

## Достопримечательности
В 5 км от посёлка, на правом берегу реки Турка, находится горячий (до 52 °С) минеральный источник Золотой ключ, используемый как курорт местного значения.